# Palla al centro per Rudy/Prendi il mondo e vai
Palla al centro per Rudy/Prendi il mondo e vai è il quarantasettesimo singolo discografico di Cristina D'Avena, pubblicato nel 1988. Il brano "Palla al centro per Rudy" era la sigla dell'anime omonimo, scritta da Alessandra Valeri Manera su musica e arrangiamento di Vincenzo Draghi. La base musicale fu utilizzata anche per la sigla francese "But pour Rudy" (1989), per quella spagnola "Supergol" (1990) e per quella tedesca "Kickers" (1992). "Prendi il mondo e vai" è il lato B del disco, sigla dell'anime omonimo, scritta da Alessandra Valeri Manera su musica e arrangiamento di Massimiliano Pani. La base musicale fu utilizzata anche per la versione francese "Théo ou la batte de la victoire" (1991) e per quella spagnola "Bateadores" (1991).

## Edizioni
Entrambi i brani sono stati inseriti nella compilation Fivelandia 6 e in numerose raccolte.

## Tracce
Lato A
1. Palla al centro per Rudy – 3:24 (Alessandra Valeri Manera-Vincenzo Draghi)

Durata totale: 3:24
Lato B
1. Prendi il mondo e vai – 3:13 (Alessandra Valeri Manera-Massimiliano Pani)

Durata totale: 3:13